# Ichapekene Piesta
Ichapekene Piesta – coroczne synkretyczne święto odbywające się w lipcu i sierpniu w mieście San Ignacio de Moxos w departamencie Beni, w północnej Boliwii, łączące tradycje chrześcijańskie wprowadzone na te tereny wraz z misjami jezuickimi pod koniec XVII wieku z elementami wierzeń i zwyczajów rdzennej ludności Mojeños.
W 2012 roku tradycja została wpisana na listę reprezentatywną niematerialnego dziedzictwa kulturowego UNESCO. Nazwa wpisu to:
- Ichapekene Piesta, the biggest festival of San Ignacio de Moxos – w języku angielskim,
- Ichapekene Piesta, la fiesta mayor de San Ignacio de Moxos – w języku hiszpańskim,
- Ichapekene Víkaremu 'u Inasianuana – w języku mojeño-ignaciano(inne języki), który jest językiem rdzennej ludności tego regionu oraz jednym z kilkunastu języków urzędowych Boliwii.

## Charakterystyka

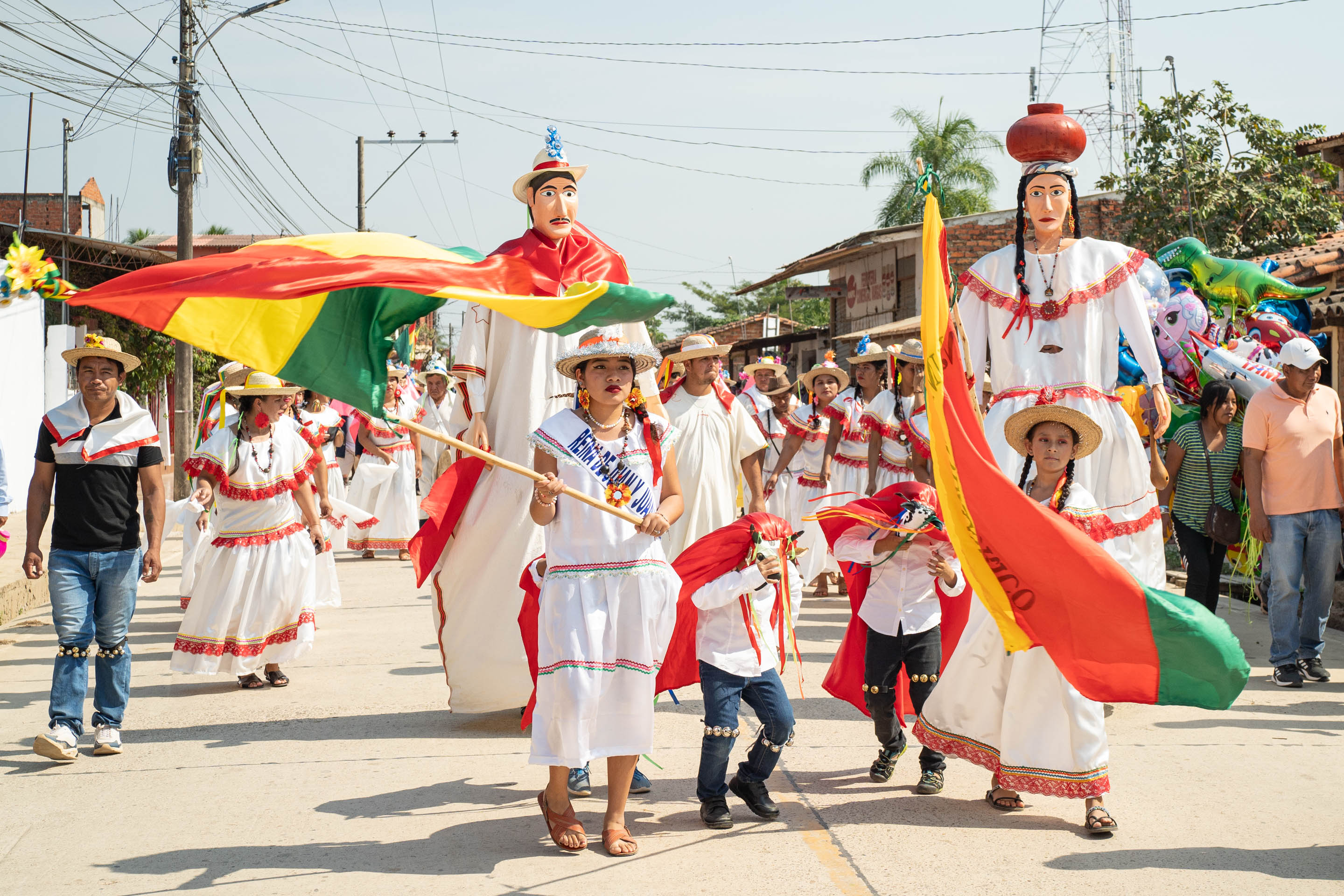
Tancerze podczas święta (2024)

Misjonarze jezuiccy przybyli na tereny zamieszkiwane przez lud Mojeños (znany również jako Moxeños lub Moxos) pod koniec XVII wieku. Z czasem elementy wiary chrześcijańskiej mieszały się z lokalną tradycją, stając się trwałą jej częścią. Ichapekene Piesta jest formą reinterpretacji mitu założycielskiego ludności Moxos łączącą elementy ich pierwotnych wierzeń oraz zwyczajów z historią zwycięstwa Ignacego Loyoli, założyciela zakonu jezuitów, nad niewiernymi.
Uroczystości w ramach Ichapekene Piesta rozpoczynają się w maju pokazami fajerwerków, wspólnymi śpiewami oraz recytowaniem hymnów pochwalnych. Główne uroczystości mają miejsce od 7 lipca do 5 sierpnia, kiedy to codziennie odbywają się msze święte (w ciągu dnia oraz w nocy) i czuwania przy zmarłych, uczty, rozdawana jest także jałmużna. 

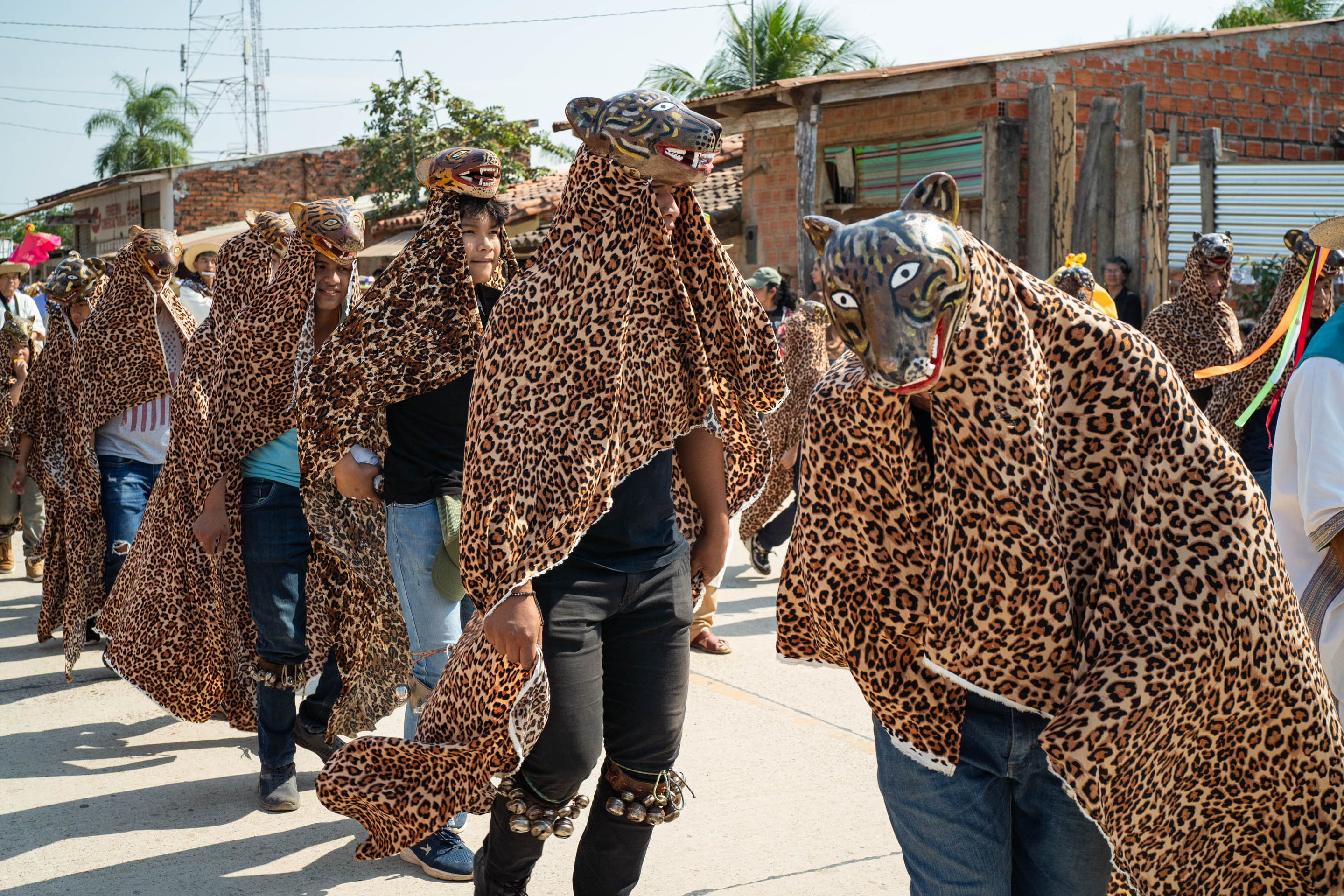
Grupa młodzieży w maskach przedstawiających tygrysa (2024)

Punkt kulminacyjny obchodów Ichapekene Piesta przypada na 30 i 31 lipca. Odbywa się wtedy procesja i przedstawienie, podczas którego inscenizowana jest walka Ignacego Loyoli o odzyskanie świętego sztandaru, którego strażnikami są pierwotni gospodarze lasów, rzek i jezior z czasów przed wprowadzeniem chrześcijaństwa. Świętemu pomaga dwunastu wojowników słońca (hiszp. macheteros) noszących spektakularne nakrycia głowy z piór. Ostatecznie pokonują oni pierwotnych gospodarzy i nawracają ich na chrześcijaństwo, co symbolizuje odrodzenie Moxeños w tradycji chrześcijańskiej w obecności duchów ich przodków. Po odniesionym zwycięstwie święty Ignacy symbolicznie pozostaje w mieście, aby zamieszkać z Moxos, którzy nazywają go Nacio.
Przygotowania do święta, w których udział bierze cała społeczność, trwają już od stycznia i są okazją do przekazywania umiejętności i wiedzy o tradycji młodszym pokoleniom przez starszych. Część odgrywanych ról, np. macheteros wraz z ich oryginalnymi strojami, przekazywana jest w rodzinach z pokolenia na pokolenie. W głównej procesji udział bierze 48 grup tanecznych, których członkowie przebrani są w maski przodków i zwierząt, co ma podkreślać znaczenie natury i szacunku do niej. Uczestnicy bawią się i tańczą przy akompaniamencie barokowej muzyki z czasów misji jezuickich, a koło północy z czubków kapeluszy niektórych z nich rozbłyskują zimne ognie symbolizujące dar światła. Cześć mieszkańców zaangażowana jest w poszukiwanie nadającego się na palo encebado („tłusty słup”) drzewa, które jest sadzone na dziedzińcu miejscowości i nasmarowywane, co ma symbolizować witalność lasu. Kobiety (abadesas) odpowiedzialne są za udekorowanie kościoła, ubranie świętego Ignacego oraz witanie gości i przygotowywanie świątecznych potraw.